# 阿尔达格
阿尔达格是奥地利下奥地利州阿姆施泰滕县的一个市镇。总面积4728平方公里，总人口3312人，人口密度0.7人/平方公里（2001年）。